# John L. Balderston
John L. Balderston (Filadelfia, 22 ottobre 1889 – Los Angeles, 8 marzo 1954) è stato un commediografo e scrittore statunitense, celebre per essere stato tra i primi ad adattare per il teatro il romanzo Dracula di Bram Stoker, nel 1927 e Frankenstein, o il moderno Prometeo di Mary Shelley.

## Dracula a teatro

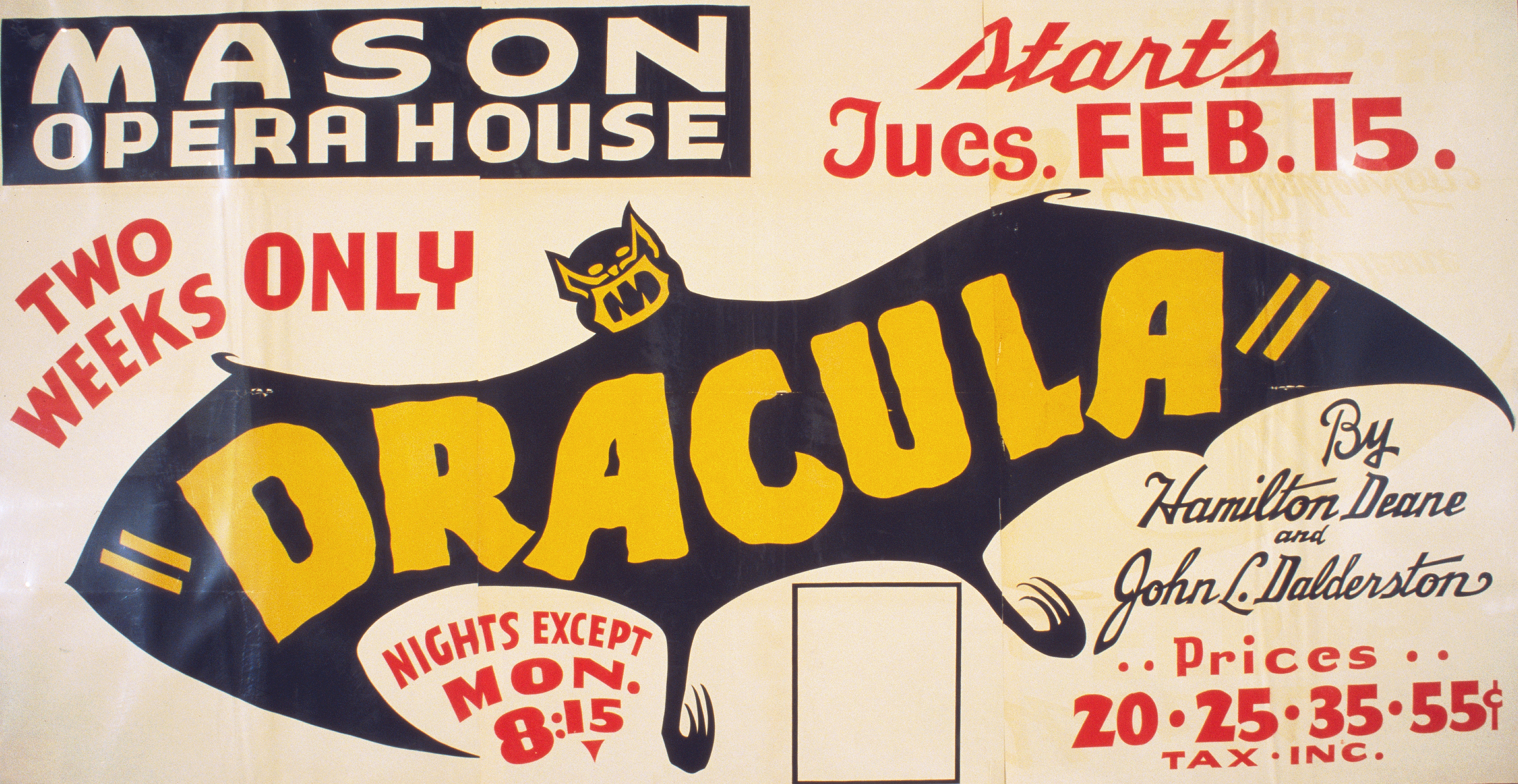
Hamilton Deane e John L. Balderston sono indicati come autori di una rappresentazione teatrale di Dracula del 1938 in un poster di una produzione Federal Theatre Project

Fu la moglie di Bram Stoker, Florence Balcombe che diede il suo consenso per l'adattamento teatrale di Dracula ad Hamilton Deane, che era stato suo amico e vicino a Dublino. Lo spettacolo andò in scena per la prima volta a Derby nel 1924. Nel 1927 Horace Liveright comprò i diritti per l'America da Florence Balcombe ed ingaggiò proprio John L. Balderston per adattarlo ai palcoscenici di New York.

## Commedie
- Dracula (1927), da una revisione della commedia londinese di Hamilton Deane del 1924[3][4]. Con Bela Lugosi (già Conte Dracula prima della interpretazione cinematografica) ed Edward Van Sloan (nel ruolo di Abraham Van Helsing).
- Berkeley Square (1929), portata al successo a Londra e a Broadway da Leslie Howard, e da cui fu tratto il film La strana realtà di Peter Standish (1933)
- Red Planet (1932), con J. E. Hoare
- Frankenstein (1932), con Peggy Webling

## Filmografia parziale
Sceneggiatura (adattamenti da opere teatrali) e soggetti
- Dracula, regia di Tod Browning (1931)
- Drácula, regia di George Melford (1931)
- Frankenstein, regia di James Whale (1931)
- La mummia (The Mummy), regia di Karl Freund (1932)
- La strana realtà di Peter Standish (Berkeley Square), regia di Frank Lloyd (1933)
- La moglie di Frankenstein (The Bride of Frankenstein), regia di James Whale (1935)
- La figlia di Dracula (Dracula's Daughter), regia di Lambert Hillyer (1936)
- I ribelli del porto (Little Old New York), regia di Henry King - storia (1940)

## Candidature all'Oscar
- 1936 per la miglior sceneggiatura non originale de I lancieri del Bengala
- 1945 per la miglior sceneggiatura non originale de Angoscia